# Thripomorpha halteratum
Thripomorpha halteratum is een muggensoort uit de familie van de Scatopsidae. De wetenschappelijke naam van de soort is voor het eerst geldig gepubliceerd in 1838 door Meigen.